# Bataille de Nahavand
Conquête musulmane de la Perse
Batailles
Bataille du pont - Bataille d'al-Qadisiyya - Bataille de Jalula - Bataille de Nahavand
La bataille de Nahavand (aussi transcrit Nihawend ou Nehavend) a eu lieu en 642 / 21 AH entre les arabes musulmans et l'empire perse zoroastrien des Sassanides. Les Arabes furent victorieux, ce qui conduisit à la conquête de la Médie à l'expansion de l'islam en Perse. Depuis, cette bataille est connue par les musulmans comme étant "la victoire des victoires".
On ne connaît que peu de choses de la bataille. Dans son ouvrage, Parvaneh Pourshariati indique que le roi persan Yazdgard III avait environ 50 000 hommes commandés par le général Firuzān (i. e: Pérozân) un dynaste du Fars assisté du dynaste arménien Varaz-Tiroç II Bagratouni et d'un autre chef Pārsig, Bahman Jādhuyih, face à une armée musulmane commandée par Nu’man ibn Muqarrin, qui ne totalisait que 30 000 hommes. Les Persans se sont fait encercler, puis prendre au piège dans une vallée étroite ils auraient perdu près de 20 000 hommes dont leur général en chef. 
Cette défaite eut pour conséquence la perte de la Médie et la fuite du roi Yazdgard III vers le sud de son empire.